# Conjunto Histórico-Artístico

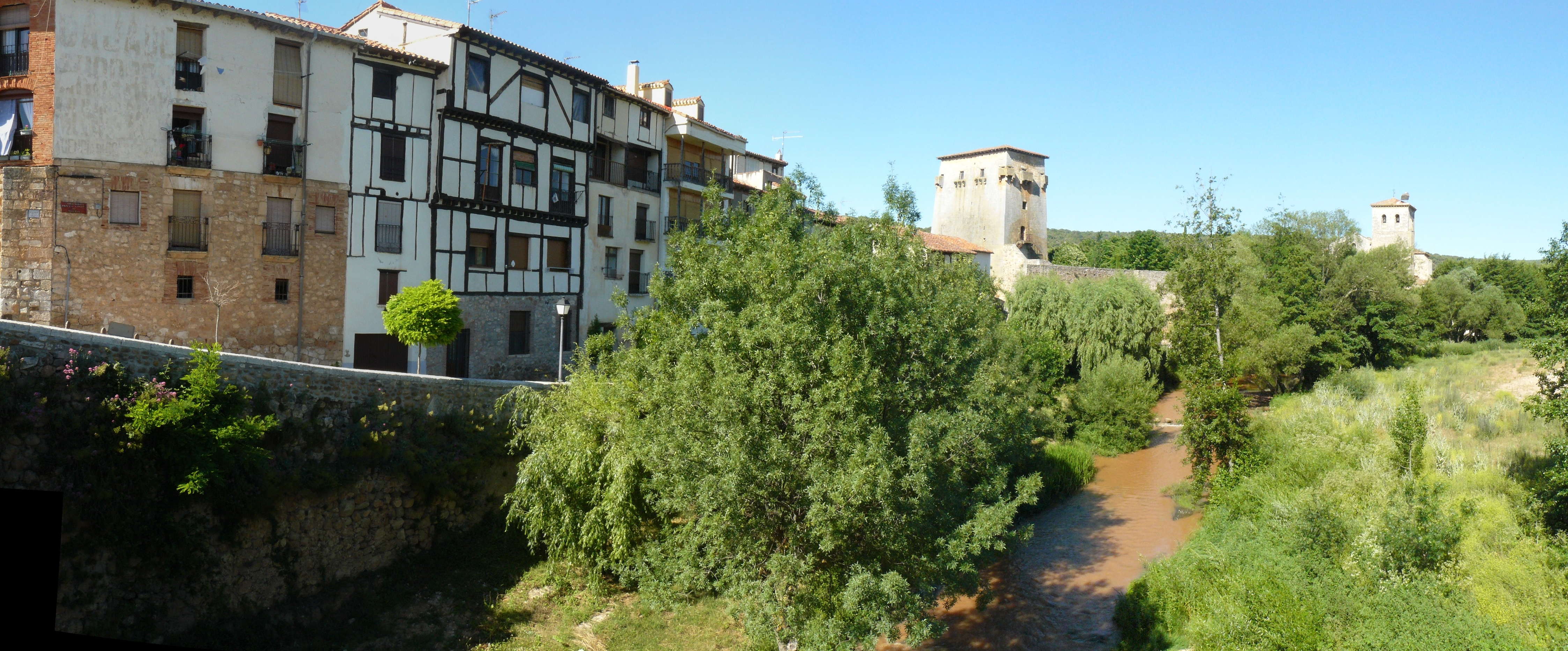
Vista de Covarrubias declarada Conjunto Histórico-Artístico.

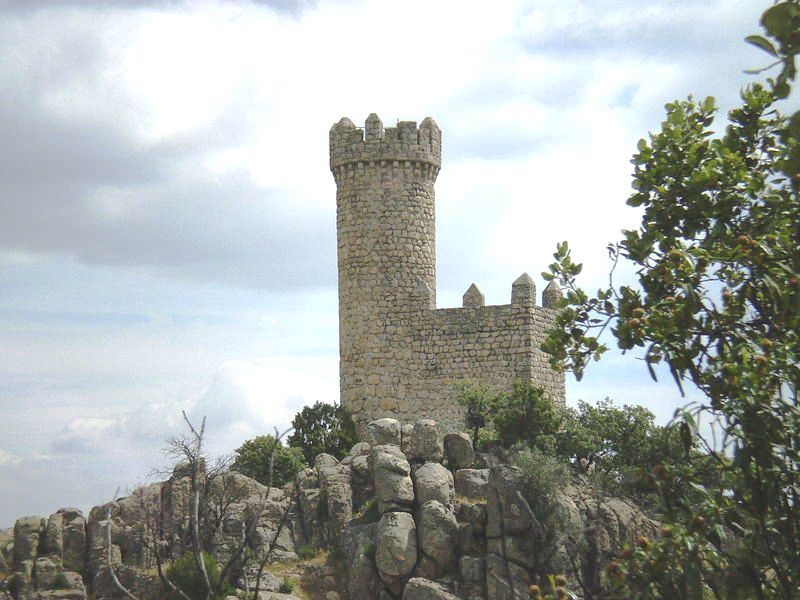
A Torre de Vigia de Torrelodones em Torrelodones.

Em Espanha, um Conjunto Histórico-Artístico é uma declaração legal que agrupa todos os bens declarados como monumentos históricos-artísticos numa determinada localidade, sendo uma figura de proteção sobre os bens culturais espanhóis, regulada pelo Ministério da Cultura. 
Conjunto histórico é uma sub-categoria da mais vasta Bem de Interesse Cultural, que protege o património histórico-cultural espanhol. Tal como os conjuntos históricos, a categoria Bien de Interés Cultural inclui as seguintes sub-categorias de património imobiliário:
- Jardim histórico (por exemplo, os jardins de Aranjuez)
- Monumento
- Sitio histórico (por exemplo, os Touros de Guisando)
- Zona arqueológica (por exemplo, o sítio arqueológico da Sierra de Atapuerca)

Um Conjunto histórico pode incluir edifícios individualmente classificados como monumentos, como é o caso, por exemplo de Peñaranda de Duero ou Covarrubias.